# بوب هوب
بوب هوب (بالإنجليزية: Bob Hope)‏ هو ممثل كوميدي أمريكي ولد في (29 مايو 1903 - يوليو 2003)، عمل في الراديو والتلفزيون والسينما ومسرح برودواي، وتقلد عدة أوسمه وعرف بصداقته للرؤساء الأمريكيين.

## نشأته
هوب من مواليد بريطانيا، وقد هاجرت اسرته من بريطانيا إلى مدينة كليفلاند الأمريكية في العام 1907 أي حين كان في سن الرابعة، وقد نشأ بوب في أسرة فقيرة، وتقلب في العديد من الأعمال المتواضعة في سن مبكرة كبيع الجرائد والعمل في محل لبيعة الاحذية واخر لبيع اللحوم، وقام بتغيير اسمه الأول من (ليزلي) إلى (بوب) لأن اسمه الأصلي المشترك بين الذكور والإناث كان يثير ضحك اقرانه في المدرسة، ومارس لفترة قصيرة مهنة الملاكمة ودرس في الجامعة لفصل واحد قبل أن يكرس نفسه كليا للفن.

## الشهرة
وقد صعد بوب بسرعة في عالم فن الفودفيل الذي يشتمل على المسرحيات الهزلية وحفلات المنوعات، وأصبح من كبار نجومه، وركز جهوده خلال تلك المرحلة على تطوير ادائه الكوميدي، وبعد ذلك انتقل بوب إلى مسارح برودواي في نيويورك وأصبح بسرعة واحدا من أكبر نجومها في عقد الثلاثينيات، وخاصة في المسرحيات الموسيقية والكوميدية، ومنها مسرحية (روبرتا) التي التقى خلالها بزوجته دولوريس التي تزوج منها في العام 1934، ليستهلا أطول زواج في تاريخ السينما الأمريكية، وقاما فيما بعد بتبني أربعة أطفال، كانوا إلى جوار والدهم بعد تقدمهم في السن.

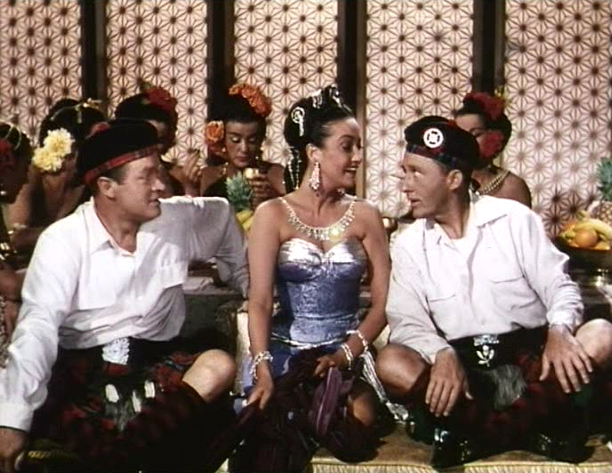
مع دوروثي لامور وبينغ كروسبي

وبعد ذلك انتقل بوب هوب إلى الراديو حين كان يعيش عصره الذهبي وأصبح بسرعة واحدا من كبار نجومه قبل أن يبدأ في العام 1938 علاقته الطويلة مع استديو بارامونت بباكورة افلامه (البث الاذاعي الكبير للعام 1938) الذي قدّم فيه أغنيته الشهيرة (شكرا على الذكريات) التي اقترنت بشخصيته الفنية منذ ذلك الوقت.
وقام بوب منذ ذلك الوقت ببطولة أكثر من 80 فيلما سينمائيا ومسلسلا تلفزيونيا، وقدّم عشرات البرامج التلفزيونية الخاصة التي حافظت على مدى أكثر من 40 عاما على شعبية جماهيرية واسعة، ومن أهم ما تميز به بوب هوب كفنان كوميدي أسلوبه السريع الخطى في الأداء، بإلقاء النكات القصيرة المتتابعة التي اقترنت بشخصيته الفنية. فقد كان يلقي نكاته كالطلقات النارية. وكان هذا اللون الكوميدي مناسبا جدا للتلفزيون، كما أن بوب هوب استخدمه ببراعة في افلامه السينمائية. ومع ان نكاته تميزت بنظافتها وبعدم ايذاء شعور أحد، فقد كان الكثير منها من النوع اللاذع الذي لم يوفر الرؤساء الأمريكيين الذين صادقوه ودعوه إلى البيت الأبيض وغيرهم من الزعماء السياسيين، وكان بوب هوب يلجأ إلى استخدام نفسه كأضحوكة في نكاته الساخرة، كان يتحدث عن فشل أحد افلامه أو عن فقدان لياقته البدنية مع تقدمه بالسن أو عن تقهقره في لعبة الجولف التي عشقها ومارسها على مدى عشرات السنين.
ومن أشهر افلامه فيلم (ذو الوجه الشاحب) و(جاسوستي المفضلة) و(الثوب النسائي الحديدي) و(إجازة في باريس) و(حقائق الحياة)،ومن أبرز تلك الافلام أيضا سلسلة افلام (الطريق) السبعة التي جمعت بينه وبين صديق عمره المغني بنج كروسبي والممثلة دوروثي لامور، ويذكر ان بنج كروسبي ولد قبل بوب هوب بنحو اسبوعين ولكنه توفي قبله بست وعشرين سنة في العام 1977، اما شريكتهما دوروثي لامور فقد توفيت في العام 1996.
ومن الإنجازات السينمائية الكثيرة للممثل بوب هوب أنه كان ضمن قائمة أكثر عشرة ممثلين في هوليوود تحقق افلامهم أعلى الإيرادات من العام 1941 حتى العام 1953، باستثناء العام 1948،وكان بوب هوب انجح الفنانين الذين استضافوا حفلات توزيع جوائز الأوسكار، وقام بذلك أكثر من عشرين مرة عبر تاريخ جوائز الاوسكار، أي أكثر من أي فنان آخر. كما واصل بوب هوب الترفيه عن القوات الأمريكية في الخارج، وخاصة في جبهات القتال، من الحرب العالمية الثانية إلى حرب الخليج، مع فرق كبيرة من رفاقه الفنانين.
ويعد بوب هوب أكثر فنان مكّرم في تاريخ الولايات المتحدة، فقد حصل على أكثر من الفي جائزة وميدالية وشهادة دكتوراه فخرية، وهو رقم قياسي مسجل في سجل جينيس للأرقام القياسية، ومع ان بوب هوب كان يسخر دائما من عدم فوزه بجائزة الأوسكار، فقد منح اربع جوائز أوسكار فخرية، إضافة إلى فوزه بجائزة الأوسكار للإنجازات الإنسانية المعروفة بجائزة جون هيرشولت.

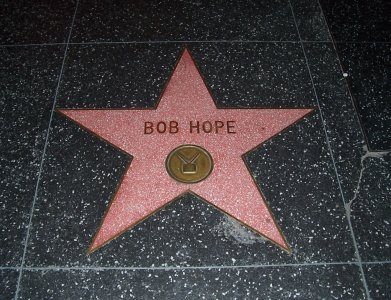
نجمة بوب هوب في ممشى المشاهير

## الحياة الشخصية
جمع بوب هوب ثروة ضخمة في مستهل حياته الفنية بلغت مئات الملايين من الدولارات، وامتلك العديد من محطات الإذاعة والفرق الرياضية وانفق بسخاء على الأعمال الخيرية.

## الوفاة
وقد رحل الفنان بوب هوب في يوليو عام 2003 بعد اسابيع على رحيل الممثل غريغوري بك والممثلة كاثرين هيبورن.

## روابط خارجية
- بوب هوب على موقع IMDb (الإنجليزية)
- بوب هوب على موقع الموسوعة البريطانية (الإنجليزية)
- بوب هوب على موقع روتن توميتوز (الإنجليزية)
- بوب هوب على موقع مونزينجر (الألمانية)
- بوب هوب على موقع ألو سيني (الفرنسية)
- بوب هوب على موقع ميوزك برينز (الإنجليزية)
- بوب هوب على موقع تيرنر كلاسيك موفيز (الإنجليزية)
- بوب هوب على موقع أول موفي (الإنجليزية)
- بوب هوب على موقع قاعدة بيانات برودواي على الإنترنت (الإنجليزية)
- بوب هوب على موقع قاعدة بيانات الأفلام السويدية (السويدية)